# Güldendorf
Güldendorf (Anhörenⓘ; bis 1937 Tzschetzschnow) ist der älteste Ortsteil der kreisfreien Stadt Frankfurt (Oder) in Brandenburg.

## Geografie

### Geografische Lage

Begrenzungen Güldendorfs

Güldendorf liegt etwa 5 Kilometer südlich des Stadtgebietes von Frankfurt (Oder), sieben Kilometer nordöstlich des Helenesees und etwa 100 Kilometer östlich von Berlin. Es grenzt im Norden an die Stadtteile Neuberesinchen und Gubener Vorstadt, im Osten an Polen mit der Oder als Grenze, im Süden an Lossow und im Westen an Markendorf.

### Nachbargemeinden
Südlich von Güldendorf liegt acht Kilometer entfernt Brieskow-Finkenheerd, eine Gemeinde im Landkreis Oder-Spree.

## Geschichte
Tzschetzschnow (auch Cessonovo, Cetzenow, Tscheczczenow, Tzschetzschnow, Czetzenow, Zetzenow) entstand während der Völkerwanderung etwa um das Jahr 800, als Slawen sich westlich der Oder niederließen. Zeugen sind die rundliche Niederungsburg Burghübbel bzw. Burgjübble mit einem Durchmesser von 60 bis 80 Metern und ein 300 Meter von Burghübbel entfernter Burgwall. Das Dorf wurde 1230 erstmals urkundlich im Privilegienverzeichnis des Moritzklosters in Halle als Cessonovo erwähnt. 

„Privilegium Erzbiſchoff Albrechts, worin er dem Cloſter zu Sankt Moritz gibt das Dorff, welches genannt wird Ceſſonovo, im Land zu Lebus gelegen, mit aller Gerechtigkeit und dem Pfarrlehen, und über das Hundert Huffen in demselbigen Lande, außgenommen die Vogtey, die imo der gnaden Erzbiſchoff alleine fürbeheldett. de Dato Ao. 1230“

 Die in der Erwähnung genannte Vogtei war vermutlich der spätere Freihof. Das erwähnte Pfarrlehen und die zwei Gerichtsbezirke lassen den Schluss zu, dass das Dorf zu den ersten Orten im Land Lebus gehörte, die während der deutschen Ostkolonisation aufgesiedelt wurden. In dem quellenreichen, stark hügeligen Gebiet Tzschetzschnows wurden viele Wassermühlen errichtet. Zusammen mit Landwirtschaft und Weinbau prägten sie lange den Charakter des Ortes.
1326 besiegte ein zusammengewürfeltes Heer unter Erich von Wulkow, Schapelow und Gebhard von Bortfeld bei Tzschetzschnow ein Polnisch-Litauisches Heer. Seit etwa 1423 übte die Stadt Frankfurt (Oder) das Kirchenpatronat (lateinisch Jus Patronatus) über das Dorf Tzschetzschnow aus. Seit 1536 gehörte zudem der Freihof der Stadt Frankfurt. Somit war Tzschetzschnow ein Kämmereidorf. 1628 – während des Dreißigjährigen Krieges – wurde Tzschetzschnow durch kaiserliche Truppen besetzt, die das Dorf gnadenlos ausplünderten. Im Siebenjährigen Krieg besetzten russische Truppen nach der Schlacht bei Kunersdorf (12. August 1759) Frankfurt (Oder) mit seinen umliegenden Dörfern, so auch Tzschetzschnow. Sie vernichteten unter anderem die Kirchenbücher. Ab 1827 gehörte Tzschetzschnow zum Kreis Lebus. 1884 gab es die erste Post. Am 16. September 1902 wurde im Kolonialwarenladen eine Fernsprechzelle eröffnet und 1907 gab es die erste gasbetriebene Straßenbeleuchtung für deren Anzünden und Löschen jeder Anlieger selbst verantwortlich war. Von 1827 bis 1945 gehörte Tzschetzschnow zum Landkreis Lebus. Mit dem Beginn des Baus der Autobahnstrecke Fürstenwalde-Frankfurt am 22. September 1934 mussten viele Anlieger ihr Land an die Reichsautobahnleitung verkaufen.
Im Rahmen der nationalsozialistischen Germanisierung von sorbischstämmigen Ortsnamen wurde der Ort am 29. Oktober 1937 in „Güldendorf“ umbenannt. Im Gegensatz zu anderen Orten erhielt es seinen ursprünglichen Ortsnamen nie zurück. Mit Ausbruch des Zweiten Weltkrieges 1939 wurden die meisten Autobahn-Bauarbeiter zum Wehrdienst eingezogen. Zu dieser Zeit war nur die vertiefte Trasse für die vierspurige Autobahn ausgehoben. Auf Befehl der sowjetischen Stadtkommandantur gehörte Güldendorf ab 1945 zum Stadtkreis Frankfurt (Oder). Die Gemeindevertretung entschied die Eingemeindung am 27. Oktober 1946; am 29. Oktober 1947 wurde Güldendorf der Stadt Frankfurt zugeordnet; die Verkündung erfolgte am 30. Mai 1947. In den 1950er Jahren wurde der Bau der Autobahn fortgeführt.
| Jahr | Einwohnerzahl |
| ---- | ------------- |
| 1791 | 578           |
| 1939 | 1.404         |
| 1989 | 700           |
| 2008 | 1.000         |
| 2012 | 869           |

| Name                                                  | von  | bis   |
| ----------------------------------------------------- | ---- | ----- |
| Symon Drentzig (auch Symon Dientzig, Symon Drentzigk) | 1500 | 1525  |
| Georgen Conradt                                       | 1525 | 1550  |
| Albrecht Conradt                                      | 1550 | 1576  |
| Georgius Grund                                        | 1635 | 1660  |
| Endras Erdmann                                        | 1660 | ?     |
| Johann Georg Wonschkin                                | 1759 | 1767  |
| Johann Gottfried Matschdorff                          | 1767 | 1810  |
| Martin Fuhrmann                                       | 1810 | 1815  |
| Christian Friedrich Zeidler                           | 1815 | 1821  |
| Johann Höde                                           | 1821 | 1833  |
| Friedrich Wilhelm Matschdorff                         | 1833 | 1844  |
| Johann Friedrich Schulze                              | 1844 | 1847  |
| Martin Fielbeck                                       | 1847 | 1851  |
| Carl Puls                                             | 1851 | 1873  |
| Heinrich Julius Sporleder                             | 1873 | 1878  |
| Friedrich „Fritz“ Puls                                | 1878 | 1913  |
| Fritz Birkholz                                        | 1913 | 1933  |
| Friedrich „Fritz“ Puls                                | 1933 | 1945  |
| Herbert Mildebrand                                    | 1945 | 1946  |
| Hermann Gärtner                                       | 1946 | 1949  |
| Fritz Krause                                          | 1949 | 1972  |
| Kurt Krause                                           | 1972 | 1991  |
| Erdmann Greiser                                       | 1991 | 2003  |
| Brunhild Greiser                                      | 2003 | heute |

## Kultur und Sehenswürdigkeiten

### Bauwerke
- Wohn- und Mühlenhaus der Vordermühle Am Zwickel 6
- Gaststätte „Lindengarten“ Buschmühlenweg 57
- Wohnhaus Weinberge 53

#### Dorfkirche Güldendorf

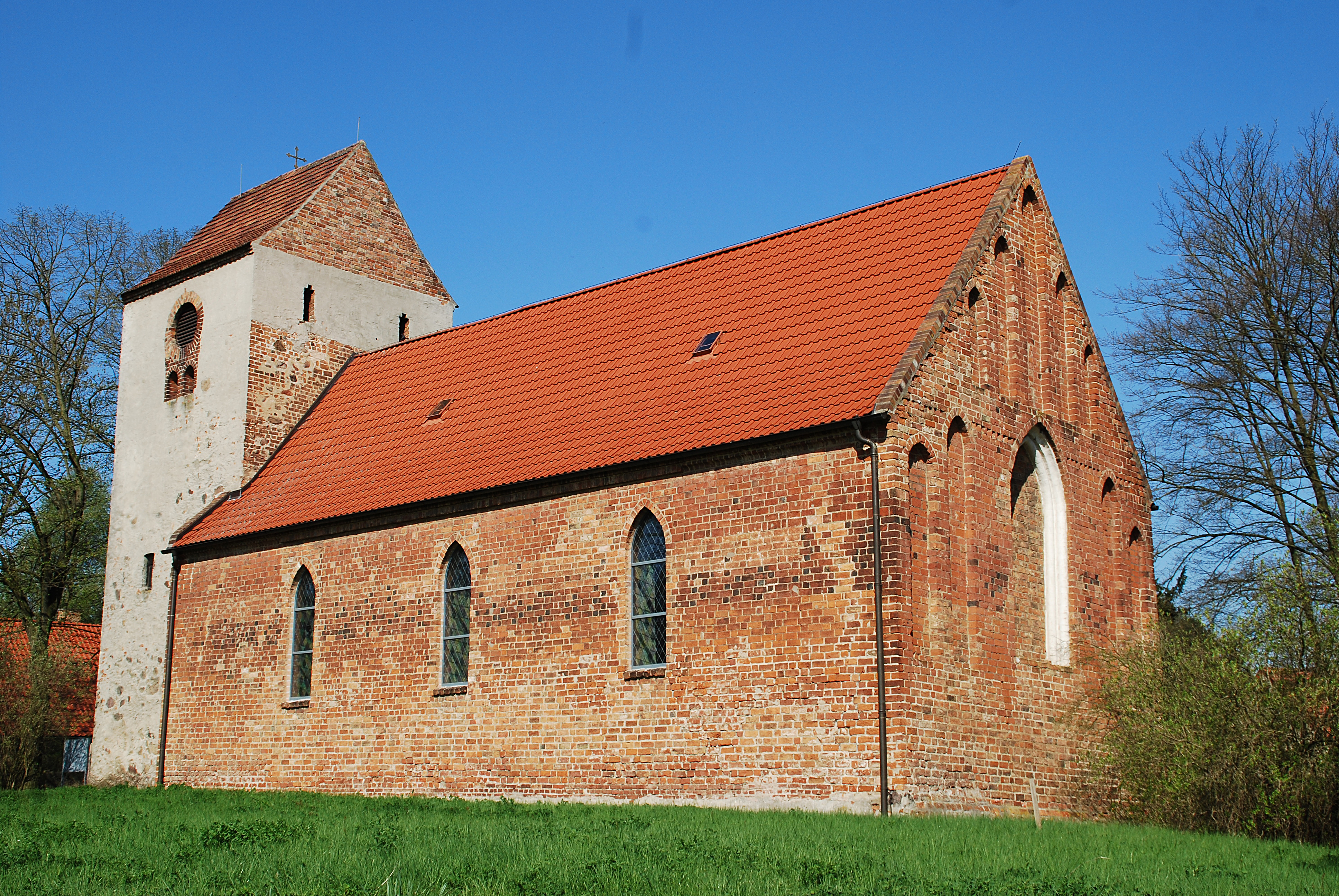
Güldendorfer Dorfkirche

Der Kern des Baudenkmals Dorfkirche Güldendorf ist ein frühgotischer Backsteinbau auf einem Fundament aus Findlingen aus der zweiten Hälfte des 13. Jahrhunderts. Der Kirchturm an der Westseite des Kirchenschiffs wurde im 15. Jahrhundert aus Feldsteinen mit untermischten Backsteinen errichtet. Durch die Turmhalle gelangt man zum ursprünglichen Westzugang. Dabei handelt es sich um ein Spitzbogenportal mit Gewändeprofil, das in ein rechteckiges Wandfeld eingefügt ist. Der Ostgiebel des Kirchenschiffs ist mit steigenden, lanzettförmigen Blenden versehen. Jeweils zwei links und rechts eines zugemauerten Spitzbogenfensters, sowie fünf weitere in einer Reihe oberhalb eines Zahnschnittfrieses, das von zwei Blenden und dem zugemauerten Fenster durchbrochen wird. Nord- und Südwand des Kirchenschiffs weisen jeweils drei spitzbogige Fenster auf. An der Nordwand befinden sich zusätzliche Blendnischen, die auf die ursprünglichen Fenster hinweisen. Im 18. Jahrhundert erhielt das Nordportal eine Vorhalle. 1773 wurde der Turm umgebaut und erhielt eine pyramidenförmige Spitze. Im Inneren fand man die Gravur des Zimmermanns Gast. Anfang des 19. Jahrhunderts wurde an der Ostwand eine Sakristei errichtet. Im 19. Jahrhundert wurden an der Nord-, West- und Südinnenwand Emporen eingebaut. Dabei wurden Nord- und Südwand für zweigeschossige, rechteckige Fenster aufgebrochen.
Es gab zwei Glocken: eine schmucklose Glocke aus dem Mittelalter und eine von 1688, gegossen von George Hofmann aus Frankfurt (Oder). Die Orgeleinweihung erfolgte 1811.
Ein Verwandter der Güldendorfer Familie Mädel, der Berliner Fabrikant Mädel, stiftete 1932 ein Mosaikbild, das den triumphierenden Christus in einer Mandorla darstellt. Es wurde 1933 in die Ostwand eingefügt. 1936 erfolgte der Bau einer Friedhofshalle. Die Kriegshandlungen des Zweiten Weltkrieges im Frühjahr 1945 überstand die Kirche weitestgehend unbeschadet. Nach einem Blitzschlag im Juni 1945 brannte die Kirche unter Explosionen der dort gelagerten Munition völlig aus. Nur die Außenwände und das Mosaik blieben erhalten.
1951/52 erhielt das Kirchenschiff ein neues Dach. Im März 1952 wurde die Kirche durch den Superintendenten Günter Jacob geweiht. Der Turm erhielt ein längsgerichtetes Satteldach. Vorhalle und Sakristei wurden entfernt.
1991 wurde in der Güldendorfer Kirche der barocke Kanzelaltar der Kirche Wolkenberg aufgestellt, die einem Braunkohletagebau weichen musste. Der Altar ist eine protestantische Sonderform aus dem 18. Jahrhundert. Zwei Schlangensäulen mit korinthischen Kapitellen tragen einen gesprengten Giebel. Eine Säule ist mit Weizenähren, die andere mit Wein umrankt. In den Giebel ist ein aus Akanthusblättern gebildeter Baldachin eingefügt. Die Spitze des Giebels bekrönt eine von Strahlenbündeln umgebene Sonne, in deren Oval ein Dreieck als Symbol der Dreifaltigkeit und die hebräischen Buchstaben JHWH für den Namen Gottes zu sehen sind. Auf dem Giebeldach lagern zwei Figuren, die mit Hostie und Kelch auf das Abendmahl hinweisen. Der Kanzelkorb hat an fünf Seiten umkränzte Ovale mit Bibelzitaten und wird links von Lukas und rechts von Petrus flankiert. Ebenfalls aus der Wolkenberger Kirche stammt eine barocke Holztaufe mit einem hohen Fuß und ein mittelalterliches Sakramentstürchen, das an der Ostwand rechts des Altars angebracht wurde.
Ostern 1995 wurde eine Orgel eingeweiht. Sie ist eine Kopie einer Orgel von Gottfried Silbermann, die 1732/33 für die Dorfkirche Etzdorf gefertigt wurde und seit 1939 im Bremer Dom steht. 1994 wurde das Original in der Werkstatt von Kristian Wegscheider in Dresden restauriert. Dieser fertigte Kopien der Silbermannorgel an. Eine weitere Kopie steht seit 1994 im Gottfried-Silbermann-Museum in Frauenstein (Erzgebirge).
| Manual CD–c3           |                |                               |
| Rohrflöte              | 8′             | C–c0 36 Pfeifen               |
| Principal              | 4′             | 37 von 49 Pfeifen im Prospekt |
| Rohrflöte              | 4′             | 48 Pfeifen                    |
| Nasat (Diskant)        | 3′             | 25 Pfeifen                    |
| Octava                 | 2′             | 48 Pfeifen                    |
| Sesquialtera (Diskant) | 1 3⁄5′(= Terz) | 25 Pfeifen                    |
| Quinta                 | 1 ⁄2′          | 48 Pfeifen                    |
| Sifflöte               | 1′             | 48 Pfeifen                    |
| Tremulant              |                |                               |

### Denkmäler

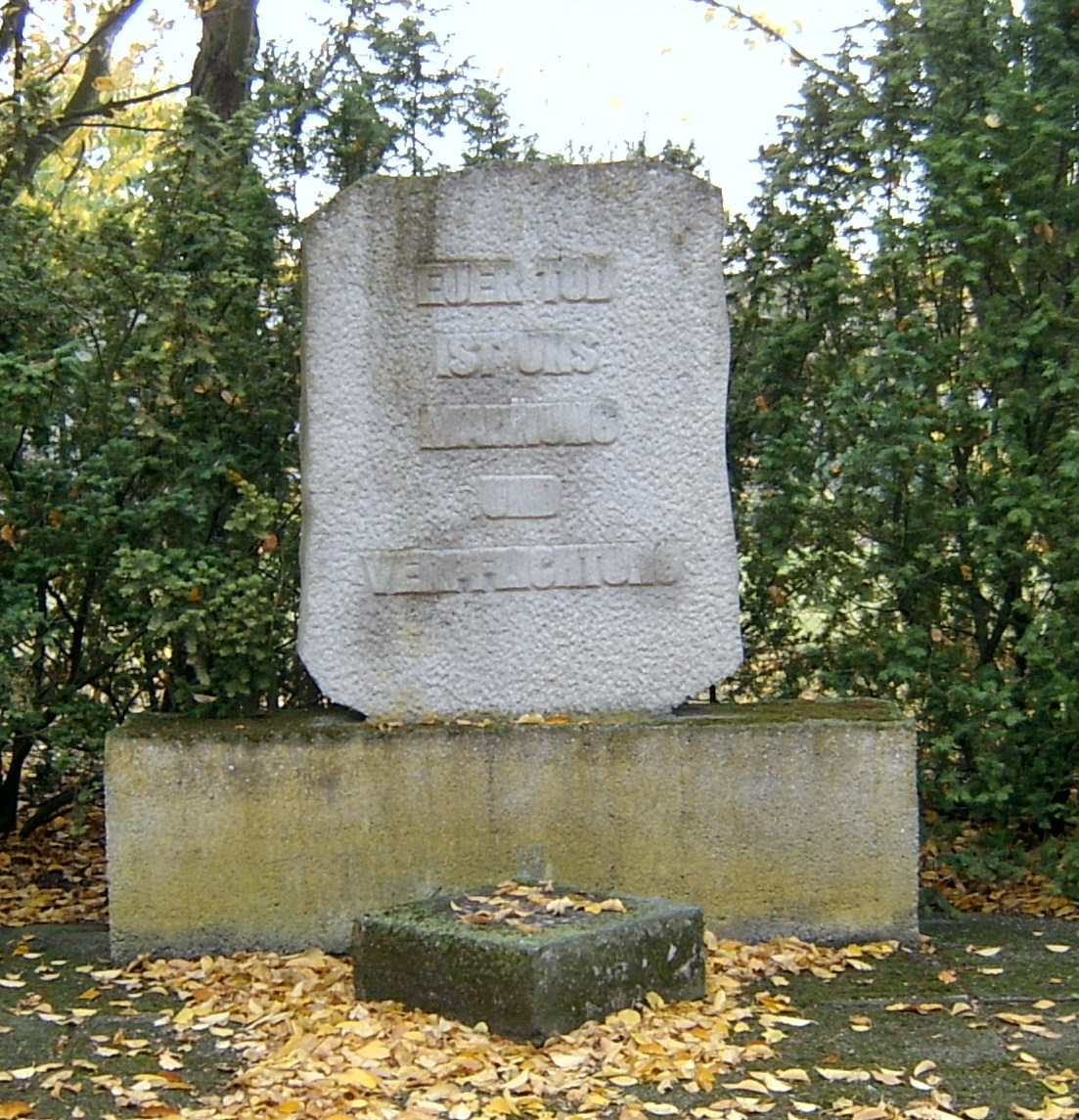
Gedenkstein auf dem Ehrenfriedhof für Kriegsgefangene

- Ehrenfriedhof für Kriegsgefangene und Zwangsarbeiter

### Landschaftsschutzgebiete
- Fauler See
- Güldendorfer Mühlental
- Märkische Naturgarten
- Buschmühle
- Steile Wand

Die Niederungsburg, direkt an der Oder gelegen, mit einem Durchmesser von 60 bis 80 Metern wurde Burghübbel oder auch Burgjübble genannt. Der Tzschetzschnower Burgwall liegt heute circa 300 Meter vom Burghübbel entfernt. Wegen der veränderten Wasserführung der Oder wurde er wahrscheinlich nach oben verlegt.

## Wirtschaft und Infrastruktur

### Wirtschaft
Bedingt durch das hügelige Gebiet des Dorfes gab es eine hohe Verdichtung von Wasserquellen, die es ermöglichten, bis in das 20. Jahrhundert mehrere Mühlen anzutreiben. Weiterhin wurde lange Landwirtschaft und Weinbau betrieben. Die Wirtschaft nach 1990 ist geprägt von privatem Handwerk und Dienstleistungsbetrieben.

### Verkehr
Güldendorf liegt südlich an der A 12 und östlich an der B 112 in Richtung Eisenhüttenstadt an der Oder-Lausitz-Straße, sowie an der Bahnstrecke Cottbus–Frankfurt (Oder).

### Freiwillige Feuerwehr
Die Freiwillige Feuerwehr Güldendorf wurde im Jahr 1906 gegründet.

## Persönlichkeiten
- Elfriede Thum (1886–1952), deutsche Malerin und Grafikerin, lebte von 1910 bis 1945 in der Villa Katzengrund
- Hans-Gotthilf Strasser (1883–1963), Jurist, LDPD-Politiker, Finanzminister im Land Mecklenburg, Mitglied des Deutschen Volksrats und der Volkskammer, Chefredakteur der Norddeutschen Zeitung, hier geboren
- Fritz Max Krause (1925–2012), SED-Funktionär und Oberbürgermeister der Stadt Frankfurt (Oder), hier geboren